# Éderson
Éderson José dos Santos Lourenço da Silva dit Éderson, né le 7 juillet 1999 à Campo Grande au Brésil est un footballeur international brésilien. Il évolue au poste de milieu défensif avec l'Atalanta Bergame.

## Biographie

### Carrière en club
Né à Campo Grande dans l'état de Mato Grosso do Sul, Éderson commence sa carrière professionnelle au Desportivo Brasil, un club de l'état de São Paulo, basé à Porto Feliz.

#### Cruzeiro
Le 15 juillet 2018, Éderson est prêté avec option d'achat à Cruzeiro, une équipe évoluant en première division brésilienne,. Au début, le joueur devait faire partie de l'équipe des moins de 20 ans des Cruzeiro, mais après s'être entraîné avec l'équipe première pendant un certain temps, Éderson impressionne l'entraîneur Mano Menezes qui décide de lui donner une chance avec les professionnels.
Étant donné que Cruzeiro dispute trois compétitions à la fois, Menezes est contraint d'utiliser la plupart des joueurs de l'équipe, afin d'en reposer certains pour des compétitions prioritaires. De ce fait, de nombreux jeunes joueurs et réservistes se voient donner leur chance au sein de l'équipe principale. Le 5 septembre 2018, Éderson réalise ses débuts lors d'un match nul 1-1 contre Botafogo. Il entre sur le terrain à la 75e minute du match, en remplacement de Thiago Neves,.
En dépit de la mauvaise saison 2019 en Série A (qui mène l'équipe à la relégation pour la première fois de son histoire), Éderson est l'un des meilleurs joueurs de son équipe, étant d'ailleurs considéré par de nombreux journalistes comme l'une des rares notes d'espoir de cette saison,.

#### Corinthians
Après la relégation de Cruzeiro en Série B, Éderson parvient à un accord avec son club qui le libère de ses engagements, à la suite de plusieurs salaires impayés. Le 20 février 2020, après plusieurs jours de spéculation, les Corinthians annoncent la signature de l'athlète pour un contrat de cinq ans.

### Carrière en sélection nationale
Le 7 octobre 2018, Éderson est appelé avec l'équipe du Brésil des moins de 20 ans lors des deux matchs amicaux contre le Chili les 13 et 15 octobre 2018,. Il reste sur le banc des remplaçants lors de la première rencontre, mais joue en revanche une mi-temps lors de la seconde rencontre.

## Statistiques
| Saison                | Club                  | Championnat           | Championnat | Championnat | Championnat | Coupe(s) nationale(s) | Coupe(s) nationale(s) | Coupe(s) nationale(s) | Supercoupe | Supercoupe | Supercoupe | Compétition(s) continentale(s) | Compétition(s) continentale(s) | Compétition(s) continentale(s) | Compétition(s) continentale(s) | Ligue régionale | Ligue régionale | Ligue régionale | Supercoupe d’Europe | Supercoupe d’Europe | Supercoupe d’Europe | Total | Total | Total |
| Saison                | Club                  | Division              | M.          | B.          | P.d.        | M.                    | B.                    | P.d.                  | M.         | B.         | P.d.       | Comp.                          | M.                             | B.                             | P.d.                           | M.              | B.              | P.d.            | M.                  | B.                  | P.d.                | M.    | B.    | P.d.  |
| 2018                  | Cruzeiro EC (prêt)    | Série A               | 5           | 0           | 0           | -                     | -                     | -                     | -          | -          | -          | CL                             | -                              | -                              | -                              | -               | -               | -               | -                   | -                   | -                   | 5     | 0     | 0     |
| 2019                  | Cruzeiro EC           | Série A               | 21          | 2           | 0           | 1                     | 0                     | 0                     | -          | -          | -          | CL                             | -                              | -                              | -                              | -               | -               | -               | -                   | -                   | -                   | 22    | 2     | 0     |
| Sous-total            | Sous-total            | Sous-total            | 26          | 2           | 0           | 1                     | 0                     | 0                     | -          | -          | -          | -                              | -                              | -                              | -                              | -               | -               | -               | -                   | -                   | -                   | 27    | 2     | 0     |
| 2020                  | SC Corinthians        | Série A               | 16          | 0           | 0           | 2                     | 0                     | 0                     | -          | -          | -          | CL                             | -                              | -                              | -                              | 7               | 3               | 0               | -                   | -                   | -                   | 25    | 3     | 0     |
| 2021                  | Fortaleza EC (prêt)   | Série A               | 34          | 1           | 2           | 10                    | 0                     | 1                     | -          | -          | -          | -                              | -                              | -                              | -                              | 14              | 2               | 0               | -                   | -                   | -                   | 58    | 3     | 3     |
| 2021-2022             | US Salernitana        | Série A               | 15          | 2           | 1           | -                     | -                     | -                     | -          | -          | -          | -                              | -                              | -                              | -                              | -               | -               | -               | -                   | -                   | -                   | 15    | 2     | 1     |
| 2022-2023             | Atalanta Bergame      | Série A               | 35          | 1           | 1           | 2                     | 0                     | 0                     | -          | -          | -          | -                              | -                              | -                              | -                              | -               | -               | -               | -                   | -                   | -                   | 37    | 1     | 1     |
| 2023-2024             | Atalanta Bergame      | Série A               | 36          | 6           | 1           | 4                     | 0                     | 0                     | -          | -          | -          | C3                             | 11                             | 1                              | 2                              | -               | -               | -               | -                   | -                   | -                   | 51    | 7     | 3     |
| 2024-2025             | Atalanta Bergame      | Série A               | 37          | 4           | 1           | 1                     | 0                     | 0                     | 1          | 0          | 0          | C1                             | 9                              | 1                              | 0                              | -               | -               | -               | 1                   | 0                   | 0                   | 49    | 5     | 1     |
| Sous-total            | Sous-total            | Sous-total            | 108         | 11          | 3           | 7                     | 0                     | 0                     | 1          | 0          | 0          | -                              | 20                             | 2                              | 2                              | -               | -               | -               | 1                   | 0                   | 0                   | 137   | 13    | 5     |
| Total sur la carrière | Total sur la carrière | Total sur la carrière | 200         | 16          | 6           | 20                    | 0                     | 1                     | 1          | 0          | 0          | -                              | 20                             | 2                              | 2                              | 21              | 5               | 0               | 1                   | 0                   | 0                   | 263   | 23    | 9     |

### En sélection nationale
| Saison                | Sélection             | Phases finales        | Phases finales | Phases finales | Phases finales | Éliminatoires CDM | Éliminatoires CDM | Éliminatoires CDM | Matchs amicaux | Matchs amicaux | Matchs amicaux | Total | Total | Total |
| Saison                | Sélection             | Compétition           | M              | B              | Pd             | M                 | B                 | Pd                | M              | B              | Pd             | M     | B     | Pd    |
| --------------------- | --------------------- | --------------------- | -------------- | -------------- | -------------- | ----------------- | ----------------- | ----------------- | -------------- | -------------- | -------------- | ----- | ----- | ----- |
| 2023-2024             | Brésil                | Copa América 2024     | 1              | 0              | 0              | -                 | -                 | -                 | 1              | 0              | 0              | 2     | 0     | 0     |
| Total sur la carrière | Total sur la carrière | Total sur la carrière | 1              | 0              | 0              | -                 | -                 | -                 | 1              | 0              | 0              | 2     | 0     | 0     |

## Palmarès
| Cruzeiro EC (1)                        | Atalanta Bergame (1)                                                  |
| -------------------------------------- | --------------------------------------------------------------------- |
| - Campeonato Mineiro - Champion : 2018 | - Ligue Europa - Vainqueur : 2024 - Coupe d'Italie - Finaliste : 2024 |